# Brisbane-i repülőtér
A Brisbane-i repülőtér (IATA: BNE, ICAO: YBBN) Ausztrália egyik nemzetközi repülőtere, amely Brisbane közelében található. Éves utasforgalma 16 905 697 fő (2022).

## Futópályák
A repülőtér futópályái:
- 01R/19L (3560 m, 45 m, aszfalt)
- 14/32 (1760 m, 30 m, aszfalt)

## Forgalom
Az utasforgalom az elmúlt években az alábbi módon változott:
| Utasok száma | 3 316 826 | 3 851 108 | 7 154 111 | 9 764 983 | 12 493 793 | 16 706 049 | 19 620 409 | 21 947 817 | 23 466 763 | 16 905 697 |
|              | 1985      | 1989      | 1993      | 1997      | 2001       | 2006       | 2010       | 2014       | 2018       | 2022       |

## Légitársaságok és úticélok
2025-ben a Brisbane-i repülőtérről az alábbi járatok indulnak (Utoljára frissítve: 2025-02-22):

### Személy
| Légitársaság            | Célállomások |
| ----------------------- | --- |
| Air Canada              | Vancouver |
| Air New Zealand         | Auckland, Christchurch, Wellington |
| Air Niugini             | Port Moresby |
| Aircalin                | Nouméa |
| Alliance Airlines       | Moranbah, Weipa Charter: Ballera,[forrás?] Cloncurry,[forrás?] Emerald,[forrás?] Mackay,[forrás?] Moomba,[forrás?] Mount Isa,[forrás?] Rockhampton,[forrás?] Roma,[forrás?] Sunshine Coast,[forrás?] The Granites[forrás?] |
| American Airlines       | Szezonális: Dallas/Fort Worth |
| Batik Air Malaysia      | Denpasar, Kuala Lumpur–International |
| Cathay Pacific          | Hong Kong |
| China Airlines          | Auckland, Taipei–Taoyuan |
| China Eastern Airlines  | Shanghai–Pudong |
| China Southern Airlines | Guangzhou |
| Delta Air Lines         | Szezonális: Los Angeles |
| Emirates                | Dubai–International |
| EVA Air                 | Taipei–Taoyuan |
| Fiji Airways            | Nadi |
| FlyPelican              | Charter: Narrabri[forrás?] |
| Jetstar                 | Adelaide, Auckland, Avalon, Bangkok–Suvarnabhumi, Cairns, Canberra, Darwin, Denpasar, Hobart, Launceston, Mackay, Melbourne, Newcastle, Osaka–Kansai, Perth, Proserpine, Seoul–Incheon, Sydney, Tokyo–Narita, Townsville Szezonális: Ayers Rock |
| Korean Air              | Seoul–Incheon |
| Link Airways            | Armidale, Biloela/Thangool, Bundaberg, Coffs Harbour, Dubbo, Inverell, Narrabri, Orange, Tamworth, Wollongong |
| National Jet Express    | Charter: Emerald, Moranbah,[forrás?] Orange, Rockhampton |
| Nauru Airlines          | Koror, Majuro, Nauru, Pohnpei, Tarawa |
| Philippine Airlines     | Manila |
| Qantas                  | Apia, Auckland, Cairns, Christchurch, Hamilton Island, Koror, Los Angeles, Mackay, Manila, Melbourne, Mount Isa, Norfolk Island, Perth, Port Hedland, Port Moresby, Port Vila, Queenstown, Singapore, Sydney, Tokyo–Narita, Townsville, Wellington |
| QantasLink              | Adelaide, Albury, Alice Springs, Barcaldine, Blackall, Bundaberg, Cairns, Canberra, Darwin, Emerald, Gladstone, Hervey Bay, Hamilton Island, Hobart, Honiara, Longreach, Mackay, Melbourne, Miles, Moranbah, Mount Isa, Newcastle, Nouméa, Port Macquarie, Proserpine, Rockhampton, Townsville, Wagga Wagga Szezonális: Launceston[forrás?] Charter: Gove[forrás?] |
| Qatar Airways           | Doha |
| Rex Airlines            | Bedourie, Birdsville, Boulia, Charleville, Cunnamulla, Mount Isa, Quilpie, Roma, St George, Thargomindah, Toowoomba, Windorah |
| Singapore Airlines      | Singapore |
| Skytrans Airlines       | Charter: Chinchilla,[forrás?] Taroom[forrás?] |
| Solomon Airlines        | Auckland, Honiara, Luganville, Munda, Port Vila |
| United Airlines         | San Francisco |
| VietJet Air             | Ho Chi Minh City |
| Virgin Australia        | Adelaide, Alice Springs, Apia, Ayers Rock, Cairns, Canberra, Darwin, Denpasar, Doha (kezdődik 2025 június 19-től), Emerald, Gladstone, Hamilton Island, Hobart, Launceston, Mackay, Melbourne, Mount Isa, Nadi, Newcastle, Perth, Port Vila, Proserpine, Queenstown, Rockhampton, Sydney, Townsville                                                               |

↑ 1 1  Virgin Australia's flight to Doha is operated by Qatar Airways through a wet lease agreement
A Qantas Brisbaneből külön „repülős” járatokat is üzemeltet az Antarktisz felett. Ezek a járatok egy Boeing 787 Dreamliner segítségével indulnak Brisbaneből a belföldi terminálról, és az Antarktisz megtekintését szolgálják, mielőtt visszatérnének Ausztráliába. Ezek a járatok összesen körülbelül tizenhárom órásak.

### Cargo
| Légitársaság           | Célállomások                                                                                            |
| ---------------------- | --- |
| Nauru Airlines         | Honiara, Nauru                                                                                          |
| Qantas Freight         | Cairns, Melbourne, Townsville                                                                           |
| Team Global Express    | Adelaide, Biloela/Thangool, Mackay, Melbourne, Perth, Rockhampton, Sydney, Sydney–Bankstown, Townsville |
| Virgin Australia Cargo | Cairns, Melbourne, Sydney, Townsville                                                                   |